# Илија Округић Сремац
Илија Округић Сремац (Сремски Карловци, 30. април/12. мај 1827 — Петроварадин, 18/30. мај 1897) био је српски католички свештеник и књижевник, пореклом из Срема.

## Биографија
Родио се у Сремским Карловцима 30. априла/12. маја 1827. године. Основну школу и гимназију учио је у месту свог рођења. Школски другови у гимназији били су му Бранко Радичевић, Милош Димитријевић (доцније председник Матице српске) и Јулије Радишић. Богословију је изучио у католичком семинару у Ђакову и Загребу. Заређен је за свештеника у Ђакову 1850. године. Био је капелан и жупник у различитим местима ђаковачке бискупије. Прву службу служио је у Сремским Карловцима, где је на дуже време остао капелан. Године 1859. постао је парох (жупник) у Сарвашу код Осијека, а после тога у Левањској вароши код Ђакова. Године 1867. дошао је за пароха у Петроварадину, и на том месту остао све до своје смрти. Дана 10/23. августа 1885. године, Краљевом повељом, постављен је за првог опата Св. Димитрија Сремског.
Округић је писао стихове већ у раним годинама (1844), а написао је на стотине пригодница, драма, расправа сонета, од чега је штампано мало тога. Штампао је књиге песама: Сријемска вила (1863), Гласинке-срчанице (1874), Посестринство (1888), Свети Иван Капистран (1892), драме: Саћурица и шубара (1864), Шокица (1884). Поред тога штампао је стихове у Зори далматинској, Даници, Славонцу, Драгољубу, Подунавци, Наше горе листу, Гласоноши, Невену, Вијенцу и др.
Писао је и за Кукуљевићев „Аркив за повестницу југославенску“, у којем је објавио Повјесничке цртице из Сријема и О сријемским старинама.
Уопште, Округић се интересовао за све што тицало његовог краја. Округић је стихотворац старог кова, који је радо писао стихове, без нарочите унутрашње потребе. Постао је популаран с пучком драмом Шокица, у којој је изнео мисао о сношљивости између католика и православаца. Волели су га због толерантности и Хрвати и Срби. Одликовао га је црногорски кнез Никола 1897. године Даниловим орденом IV реда. Нештампана драма Грабанцијаш ђак писана је за Српско народно позориште, а Варадинка Мара за позориште у Београду.
Компоновао је неколико мелодија за песме, које је сам спевао. Био је један од утемељитеља „Книнског старинарског друштва“, које је основано 3. јула 1887. (по Драгутину Франићу, путописна књига С ђацима... ,стр. 296.) а касније, 1893. г. добија ново име, „Хрватско старинарско друштво у Книну“.
Преминуо је 18/31. маја у Петроварадину, и сахрањен је код цркве на Текијама, на путу између између Петроварадина и Сремских Карловаца. Матица српске је објавила читуљу Округићу као свом члану 1897. године у листу "Браник".
Године 1900. у новосадском листу Позориште, бр. 13-20 изашло је Округићево посмрче, које је писац предао свом пријатељу Тони Хаџићу. У овим списима се Округић јавља као искрени српски родољуб, свештеник просвећеног ума и широког срца. Илија је био више година изузетно активан члан Књижевног одељења Матице српске у Новом Саду.
Друштво књижевника Војводине је 2010. године установило награду за најбољу књигу на хрватском језику у покрајини, која носи име Илије Округића Сремца.

## Дела
- Сремска вила, Осек 1863.
- Саћурица и шубара, Загреб 1874.
- Грабанцијаши или батине и женидба, Нови Сад 1874.
- Шокица, Загреб 1884.
- Уњкава комедија
- Пишчева кубура
- Љуба-Дојчин Петра
- Мара Варадинка
- Срчанице[13]

## Галерија
- Насловна страна игроказа Сељанка или пастирски разговор, који је Округић написао поводом именовања бискупа Штросмајера за великог жупана Вировитичке жупаније 1861. године.
- Насловна страна Сриемске виле (1863)
- Насловна страна епа Свети Иван Капистран Побједитељ Тураках код Биограда године 1456 (1892)